# Ennio Battelli
Ennio Battelli (Urbino, 16 settembre 1919 – Cinisello Balsamo, 16 marzo 1984) è stato un imprenditore e generale italiano, Gran Maestro del Grande Oriente d'Italia dal 1978 al 1982.

## Biografia
Pilota della Regia Aeronautica, pluridecorato, perdette una gamba durante un’azione di guerra. Giunse, prima di andare in congedo, al grado di generale di Brigata Aerea. Nel Dopoguerra fu industriale.
Massone, fu iniziato nel Grande Oriente d'Italia nel 1966, entrò a fare parte della Loggia “Giuseppe Garibaldi” di Imperia. Nel 1969 si trasferì alla Loggia “Acacia” di Imperia della quale fu Maestro Venerabile nel 1977, maturando rapidamente un ruolo di grande autorevolezza nel Collegio dei Maestri Venerabili della Liguria, sedente in Genova. Da  poco nominato a capo del Rito di York, nel 1978 venne eletto Gran Maestro del Grande Oriente d'Italia e rimase in carica sino al 1982, dovendo gestire la grave crisi dovuta alla P2. Pur ricandidatosi nel 1982, perdette la competizione con Armando Corona che venne eletto Gran Maestro. All’indomani di queste elezioni, in pieno scandalo P2, Battelli viene fatto oggetto di diverse tavole d’accusa e di un procedimento di sospensione dall’attività massonica. Muore pochi mesi dopo.